# Теллурид плутония
Теллурид плутония — бинарное неорганическое соединение
плутония и теллура
с формулой PuTe,
чёрные кристаллы,
не растворяется в воде.

## Получение
- Сплавление стехиометрических количеств чистых веществ в вакууме:

{\displaystyle {\mathsf {Pu+Te\ {\xrightarrow {T}}\ PuTe}}}

## Физические свойства
Теллурид плутония образует чёрные кристаллы
кубической сингонии,
пространственная группа F m3m,
параметры ячейки a = 0,6183 нм, Z = 4,
структура типа NaCl.
Не растворяется в воде.